# Pythagoras & Co.
Pythagoras & Co. (fransk: Les Aventures de Pythagore et Cie) er en humoristisk belgisk tegneserie skrevet af Job og tegnet af Derib. Den består af tre albumlange historier, der er udgivet på dansk i to omgange. Først udgav Lademann historierne 1972-1975 som nr. 5, 10 og 20 i deres Superserien Senior. I 1981-1982 udgav Carlsen historierne i selvstændig albumserie. Carlsen udgav også serien på svensk. I Belgien er historierne også udgivet samlet i en bog.

## Oversigt
| Pythagoras & Co. – oversigt |                              |                                       |             |                                                                                    |                |                |
| Nr.                         | Fransksproget originaludgave | Fransksproget originaludgave          | Antal sider | Danske udgaver                                                                     | Danske udgaver | Danske udgaver |
| Nr.                         | Udgivet                      | Titel                                 | Antal sider | Titel (og udgave)                                                                  |                |                |
| 1                           | 1969                         | Pythagore et Cie contre Brazerro      | 44          | Den stjålne opfindelse (Superserien Senior 5) Pythagoras kontra Brazerro (album 1) |                |                |
| 2                           | 1970                         | Opération "Rhino"                     | 44          | Operation Næsehorn (Superserien Senior 10) Operation Næsehorn (album 2)            |                |                |
| 3                           | 1974                         | Pythagore et les géants de la toundra | 44          | Tundraens giganter (Superserien Senior 20) Tundraens giganter (album 3)            |                |                |